# Bataille de Mubo
 (décembre 2022).
Seconde Guerre mondiale, 
Guerre du Pacifique
Batailles
- Mubo
- Bobdubi
- Crête Lababia
- Baie de Nassau
- Crête Roosevelt
- Mont Tambu
- Lae
- Nadzab

La bataille de Mubo est une série d'actions s'étant déroulées dans la région de Mubo en territoire de Nouvelle-Guinée entre les forces australiennes et japonaises du 22 avril au 14 juillet 1943, pendant la Seconde Guerre mondiale. 

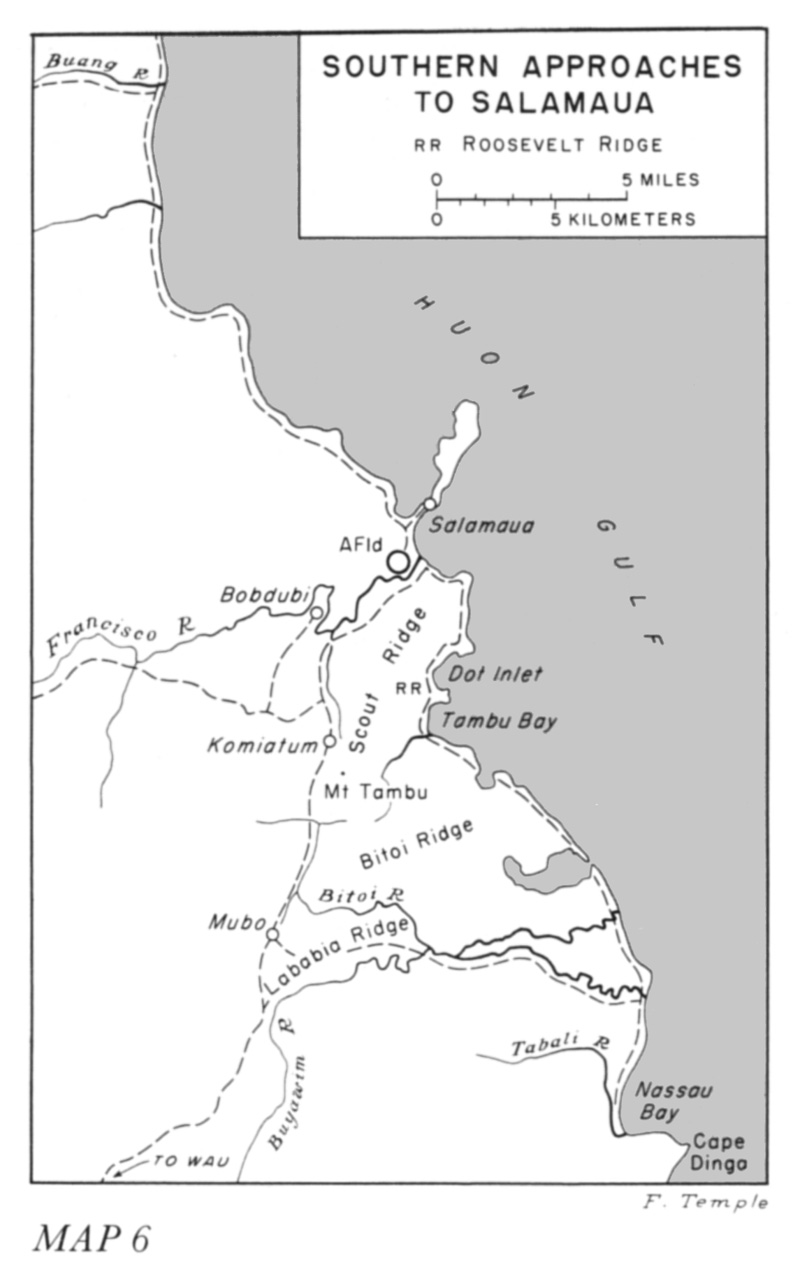
Carte montrant les emplacements clés de la région de Salamaua-Lae.

La bataille fait partie de la campagne plus large Salamaua-Lae et s'est déroulée au début de la campagne. La bataille fait suite à la défense réussie de l'aérodrome autour de Wau par les Australiens fin janvier 1943, après une tentative d'infiltration de deux bataillons d'infanterie japonais contre les positions australiennes.
Après les combats autour de Wau, les Japonais se retirent sur les hauteurs autour de Mubo, où ils sont suivis par des éléments de la 17e brigade australienne. Fin avril et début mai, les Australiens tentent à plusieurs reprises de prendre plusieurs positions japonaises autour de Mubo, mais sont ensuite refoulés par les Japonais qui se battent obstinément pour maintenir leurs positions. Début mai, les Japonais lancent une importante contre-attaque qui tombe contre une compagnie australienne isolée, qui parvient à repousser l'attaque et à infliger de lourdes pertes. Après l'échec des mouvements de flanc début juillet, les efforts australiens pour sécuriser Mubo sont renouvelés et les Japonais sont finalement contraints de se retirer de la région vers le mont Tambu à la mi-juillet.